# Avenged Sevenfold
Avenged Sevenfold (с англ. — «Отомщённый семикратно»; сокращённо A7X) — американская метал-группа из Хантингтон-Бич, Калифорния, основанная в 1999 году. В настоящее время состав группы включает вокалиста М. Шэдоуса, ритм-гитариста Заки Вэндженса, соло-гитариста Синистера Гейтса, басиста Джонни Крайста и барабанщика Брукса Вакермана.
Avenged Sevenfold известны своим разнообразным рок-звучанием и драматическими образами на обложках альбомов и товарах. Группа появилась с металкорным звучанием на своём дебютном альбоме, Sounding the Seventh Trumpet, и в значительной степени продолжила это звучание на своём втором альбоме, Waking the Fallen. Стиль группы эволюционировал к их третьему альбому и первому релизу на крупном лейбле, City of Evil, в более традиционный стиль хэви-метала. Группа продолжала исследовать новое звучание с выходом своего одноимённого релиза и пользовалась неизменным успехом в мейнстриме до того, как их барабанщик-сооснователь, Джимми «The Rev» Салливан, умер в 2009 году. Несмотря на его смерть, Avenged Sevenfold продолжили работу с помощью участника Dream Theater, Майка Портного, а также выпустили и гастролировали в поддержку своего пятого альбома, Nightmare, в 2010 году, который дебютировал на вершине Billboard 200, их первого дебюта под номером 1.
В 2011 году барабанщик Эрин Элахай присоединился к группе во время гастролей и записи. Шестой студийный альбом группы, Hail to the King, выпущенный в 2013 году, стал единственным альбомом Avenged Sevenfold с участием Элахая. Альбом был выполнен в стиле хэви-метала и хард-рока, и написан как дань их влиянию. Hail to the King занял 1-е место в Billboard 200, британском чарте альбомов, а также в чартах Финляндии, Бразилии, Канады и Ирландии. Элахай покинул группу в конце 2014 года, и его заменил бывший барабанщик Bad Religion, Брукс Вакерман, но о смене состава было объявлено общественности только в 2015 году. Затем группа неожиданно выпустила свой седьмой студийный альбом, The Stage, в октябре 2016 года, который дебютировал под номером 4 в американском чарте Billboard 200. The Stage — их первый концептуальный альбом, ознаменовавший очередное стилистическое изменение группы, переход к звучанию прогрессивного метала. В июне 2023 года группа выпустила свой восьмой студийный альбом, Life Is But a Dream..., в высшей степени экспериментальный альбом.
Группа продала более 8 миллионов альбомов по всему миру, и их пластинки получили множество сертификационных наград, в том числе пять наград за платиновый альбом от учреждения их родной страны (RIAA). Они также создали четыре оригинальные песни для серии Call of Duty: Black Ops, все они были собраны вместе в мини-альбоме 2018 года, Black Reign. Группа заняла 47-е место в списке 50 лучших метал-групп всех времён по версии Loudwire.

## История

### Начало иSounding the Seventh Trumpet(1999—2002)
Avenged Sevenfold были сформированы в 1999 году в Хантингтон-Бич, Калифорния, Мэттом Сандерсом, Джеймсом Салливаном, Захари Бэйкером и Мэттом Уэндтом. Хотя они не являются религиозной группой, Сандерс придумал название как отсылку к истории о Каине и Авеле из Библии, которую можно найти в Книге Бытия 4:24. У всех четырёх участников уже был опыт выступлений в группах, Сандерс был вокалистом и Уэндт — басистом панк-группы Successful Failure, Бэйкер играл на гитаре в панк-группах Society Down и MPA (сокращение от Mad Porn Action/Addiction), а Салливан был барабанщиком ска-группы Suburban Legends (ранее известной как Bomb Squad).
Первым творческим результатом Avenged Sevenfold стало демо из трёх песен, записанное в октябре 1999 года в студии A-Room Studios в округе Ориндж, Калифорния. Группа отыграла своё первое шоу в мэрии Уолната, Калифорния, 11 февраля 2000 года. Примерно в это же время Sadistic Records попросили их внести свой вклад в два сборника, поэтому группа записала две новые песни и выпустила их вместе с ранее записанными песнями на втором демо. Они отправили это демо на бельгийский лейбл Good Life Recordings и впоследствии подписали контракт. Впоследствии группа приняла участие ещё в двух сборниках — сборниках GoodLife 4 их лейбла и Scrape III от Novocaine Records. Примерно в это же время Мэтт Уэндт уехал в колледж, а Джастин Мичем, предыдущий басист Suburban Legends, присоединился к Avenged Sevenfold. В конце 2000 года чётверка взяла свои первоначальные сценические имена — М. Шэдоус, Заки Вэндженс, Джастин Сэйн и The Rev — и записала свой дебютный альбом, Sounding the Seventh Trumpet. В начале 2001 года соло-гитарист и старый друг группы, Синистер Гейтс, присоединился к коллективу, и они перезаписали трек «To End the Rapture» для мини-альбома Warmness on the Soul, выпущенного в апреле 2001 года. Хотя изначально выпуск их дебютного альбома был запланирован на тот же месяц, его несколько раз откладывали и в итоге он был выпущен 24 июля 2001 года на лейбле Good Life Recordings.
Примерно в августе 2001 года Мичем предпринял попытку самоубийства, выпив чрезмерное количество сиропа от кашля. Это событие стало причиной, по которой Avenged Sevenfold присоединились к туру Take Action в 2003 году. Во время госпитализации Мичема его состояние оставалось плохим, и ему пришлось покинуть группу. В интервью вокалист М. Шэдоус сказал о Мичеме, что «он постоянно поджаривал себе мозги и долгое время находился в психиатрической лечебнице, а когда в твоей группе есть кто-то, кто так поступает, это разрушает всё, что происходит вокруг тебя, и тебе хочется сделать что-нибудь, чтобы этого не случилось с другими людьми.» Его заменил Фрэнк Мелком, под сценическим псевдонимом Дэмеон Эш, который выступал с группой в течение следующих месяцев, но не появлялся ни на каких релизах.
18 января 2002 года Avenged Sevenfold покинули Good Life Recordings и подписали контракт с Hopeless Records. Они переиздали свой дебютный альбом 19 марта, а также появились в семплере Hopelessly Devoted To You Vol. 4 в апреле. Группа начала получать признание, выступая с такими группами, как Mushroomhead и Shadows Fall. Они провели год в туре в поддержку своего дебютного альбома и участвовали в Vans Warped Tour. В сентябре Дэмеон Эш покинул Avenged Sevenfold, и к ним присоединился их нынешний басист Джонни Крайст, пополнив их самый известный состав.

### Waking the FallenиCity of Evil(2003—2005)
Найдя нового басиста, группа выпустила свой второй студийный альбом под названием Waking the Fallen на Hopeless Records в августе 2003 года. Альбом отличался более утонченным, мелодичным и зрелым звучанием по сравнению с их предыдущим альбомом. Группа получила отзывы от Billboard и Boston Globe, и снова играла в турах Vans Warped и Take Action. Вскоре, после выхода Waking the Fallen, Avenged Sevenfold покинули Hopeless Records и были официально подписаны с Warner Bros. Records 1 ноября 2003 года. В 2004 году Avenged Sevenfold снова выступили на Vans Warped Tour и записали видеоклип на свою песню «Unholy Confessions», который вошёл в ротацию на телеканале MTV2 в программе Headbangers Ball.
City of Evil, третий альбом группы и дебютный на крупном лейбле, был выпущен 6 июня 2005 года и дебютировал на 30-й строчке в чарте Billboard 200, разойдясь тиражом более 30,000 копий за первую неделю выпуска. В нём использовалось более классическое звучание метала, чем в предыдущих альбомах Avenged Sevenfold, которые были сгруппированы в жанре металкор. Альбом также примечателен тем, что скриминг почти исчез из песен; М. Шэдоус работал с тренером по вокалу Роном Андерсоном, среди клиентов которого были Эксл Роуз и Крис Корнелл, за несколько месяцев до выхода альбома, чтобы добиться звучания, в котором была «выдержка при сохранении тона». Альбом получил положительные отзывы от нескольких журналов и веб-сайтов, и считается, что он принёс группе международную популярность.

### Avenged Sevenfold(2006—2008)

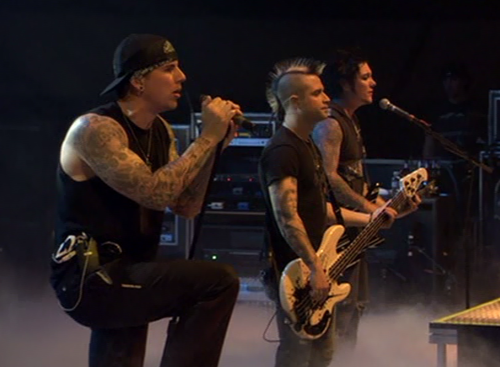
Выступление Avenged Sevenfold в 2008 году

После выступления на фестивале Ozzfest в 2006 году Avenged Sevenfold незабываемо обошли R&B-певцов Рианну и Криса Брауна, Panic! at the Disco, Angels & Airwaves и Джеймса Бланта, получив звание лучшего нового артиста на MTV Video Music Awards, отчасти благодаря своей песне «Bat Country», которая была вдохновлена произведением Страх и отвращение в Лас-Вегасе. Они снова выступили на Vans Warped Tour, на этот раз в качестве хедлайнеров, а затем продолжили выступать в их собственном туре «Cities of Evil». Кроме того, лид-сингл, «Bat Country», достиг 2-го места в чарте Billboard Mainstream Rock, 6-е место в чарте Billboard Modern Rock и сопровождающее его видео заняло 1-е место в прямом эфире MTV в программе Total Request Live. Благодаря этому успеху альбом хорошо продавался и стал первой золотой пластинкой Avenged Sevenfold. Позже, в августе 2009 года, альбом получил платиновый сертификат. Avenged Sevenfold были приглашены присоединиться к туру Ozzfest на главной сцене вместе с другими известными рок/хэви-метал-группами, такими как DragonForce, Lacuna Coil, Hatebreed, Disturbed и System of a Down впервые в 2006 году. В том же году они также завершили мировой тур, включая выступления в США, Японии, Австралии и Новой Зеландии. После шестнадцатимесячного продвижения City of Evil, группа объявила, что отменяет свой осенний тур 2006 года для записи новой музыки. Тем временем группа выпустила свой первый DVD под названием All Excess 17 июля 2007 года. All Excess, который дебютировал как DVD под номером 1 в США, включал живые выступления и закулисные кадры, охватывающие восьмилетнюю карьеру группы. В октябре 2007 года также были выпущены два трибьют-альбома, Strung Out on Avenged Sevenfold: Bat Wings and Broken Strings и Strung Out on Avenged Sevenfold: The String Tribute.
30 октября 2007 года Avenged Sevenfold выпустили свой одноимённый альбом, четвёртый студийный альбом группы. Он дебютировал под номером 4 в Billboard 200 с более чем 90,000 проданных копий. Два сингла, «Critical Acclaim» и «Almost Easy», были выпущены до дебюта альбома. В декабре 2007 года было снято анимационное видео на песню «A Little Piece of Heaven». Однако из-за спорной тематики песни Warner Bros. выпустили его только для зарегистрированных MVI-пользователей через Интернет. Третий сингл, «Afterlife», и видеоклип на него, были выпущены в январе 2008 года. Их четвертый сингл «Dear God» был выпущен 15 июня 2008 года. Хотя приём критиков в целом был неоднозначным, одноимённый альбом разошёлся тиражом более 500,000 копий и был удостоен звания «альбом года» на Kerrang! Awards.
Avenged Sevenfold были хедлайнерами тура Taste of Chaos 2008 года с Atreyu, Bullet for My Valentine, Blessthefall и Idiot Pilot. Кадры с их последнего концерта в Лонг-Бич были использованы для следующего релиза группы, Live in the LBC & Diamonds in the Rough, выпущенного 16 сентября 2008 года. Его содержимое включает концертный DVD с их выступлением в Лонг-Бич и компакт-диск, содержащий би-сайды из Avenged Sevenfold, а также другие раритеты, такие как каверы на «Walk» Pantera и «Flash of the Blade» Iron Maiden.

### Смерть Салливана иNightmare(2009—2011)

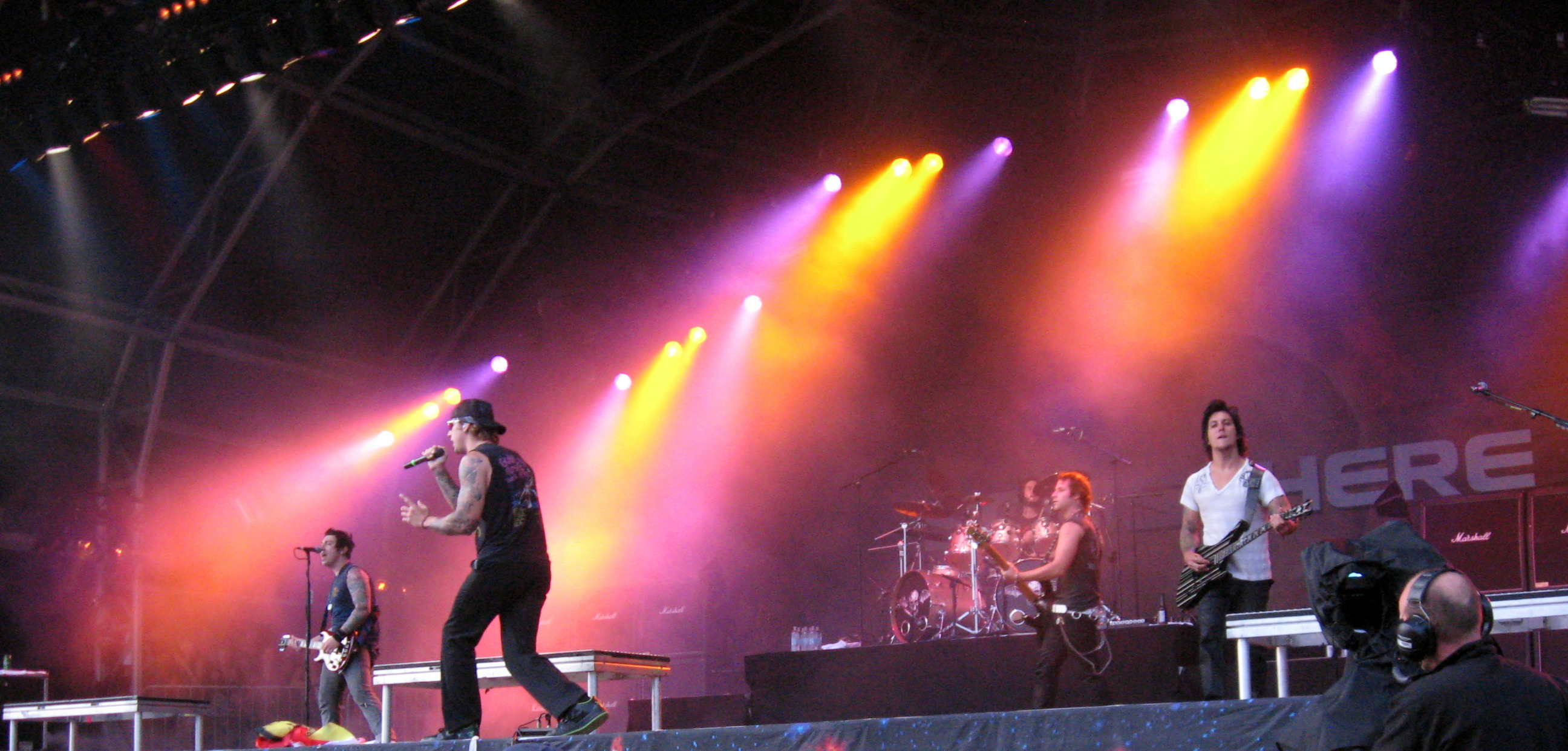
Выступление Avenged Sevenfold на фестивале Sonisphere 2 августа 2009 года. Это было последнее выступление The Rev с группой перед его смертью.

В январе 2009 года М. Шэдоус подтвердил, что группа в ближайшие месяцы напишет продолжение своего одноимённого четвёртого альбома. Они также играли на Rock on the Range с 16 по 17 мая 2009 года. 16 апреля они исполнили версию Guns N' Roses «It's So Easy» на сцене со Слэшем в Nokia Theater в Лос-Анджелесе. 28 декабря 2009 года барабанщик группы, Джеймс «The Rev» Салливан, был найден мёртвым в своем доме в возрасте 28 лет. Результаты вскрытия были неубедительными, но 9 июня 2010 года было установлено, что причиной смерти стала «острая полинаркотическая интоксикация вследствие комбинированного действия оксикодона, оксиморфона, диазепама/нордиазепама и этанола». В заявлении группы они выразили свою скорбь по поводу смерти Салливана, а позже опубликовали сообщение от его семьи, в котором выразили благодарность его фанатам за их поддержку. Участники группы признались в ряде интервью, что на данный момент они подумывают о роспуске. Однако, 17 февраля 2010 года, Avenged Sevenfold заявили, что они пришли в студию вместе с барабанщиком Dream Theater, Майком Портным, чтобы записать ударные для альбома вместо The Rev.
Сингл «Nightmare» был выпущен в цифровом виде 18 мая 2010 года. Утечка песни произошла 6 мая 2010 года на Amazon, но вскоре после этого была удалена. Сведение альбома было завершено в Нью-Йорке, и Nightmare был выпущен 27 июля 2010 года в США. Альбом получил смешанные и положительные отзывы музыкальных критиков, но был хорошо принят фанатами. Nightmare легко превзошел прогнозы продаж, дебютировав под номером 1 в Billboard 200 с продажами 163,000 копий за первую неделю. После окончания записи, в декабре, Портной и группа опубликовали одновременные заявления на своих веб-сайтах, в которых говорилось, что он не будет их заменой The Rev. Тем не менее, Портной совершил поездку с группой за границу в декабре 2010 года на три концерта в Ираке и Кувейте, спонсируемых USO. Они играли для американских солдат в Кэмп-Аддере, Кэмп-Бойринге и на авиабазе Балад. 20 января 2011 года Avenged Sevenfold объявили через Facebook, что бывший барабанщик Confide, Эрин Элахай, начнёт гастролировать с ними в этом году. На данный момент он ещё не считался полноправным участником.

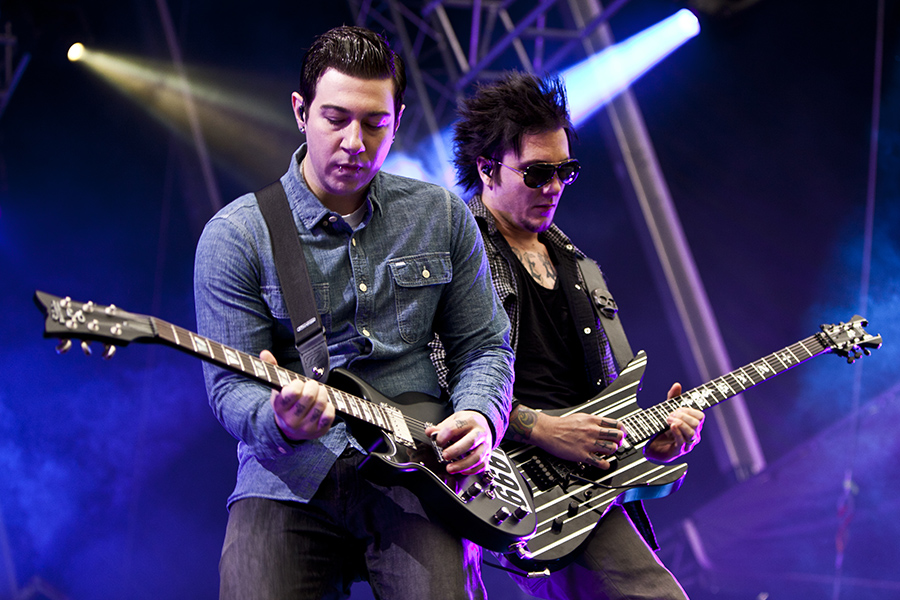
Заки Вэндженс и Синистер Гейтс в 2011 году

Avenged Sevenfold выступили на фестивалях Rock am Ring и Rock im Park с 3 по 5 июня 2011 года вместе с другими группами, такими как Alter Bridge, System of a Down и In Flames. В апреле 2011 года группа стала хедлайнерами премии Golden God Awards, проводимой Metal Hammer. В тот же вечер группа получила три награды в номинациях «лучший вокалист» (М. Шэдоус), «лучший гитарист Epiphone» (Синистер Гейтс и Заки Вэндженс) и «альбом года по версии Affliction» за Nightmare, а Майк Портной получил награду «лучший барабанщик Drum Workshop» за свою работу над альбомом.
Avenged Sevenfold были хедлайнерами фестиваля Uproar 2011 года с выступлениями второго плана Three Days Grace, Seether, Bullet for My Valentine, Escape the Fate и другими. В ноябре и декабре 2011 года группа отправилась в тур «Buried Alive» с выступлениями на разогреве Hollywood Undead, Asking Alexandria и Black Veil Brides.

### Hail to the KingиWaking the Fallen: Resurrected(2012—2014)
11 апреля 2012 года Avenged Sevenfold получили награды в номинациях «лучшая концертная группа» и «самые преданные фанаты» на Revolver Golden Gods Awards. Группа гастролировала по Азии в апреле и начале мая и выступила на фестивале Orion Music + More 23 и 24 июня в Атлантик-Сити, Нью-Джерси, вместе с Metallica и Cage the Elephant среди многих других.
24 сентября 2012 года Avenged Sevenfold выпустили новую песню под названием «Carry On»; она была показана в видеоигре Call of Duty: Black Ops II. 15 ноября 2012 года вокалист М. Шэдоус сказал, что группа работала над новым альбомом с момента записи «Carry On» в августе 2012 года. Группа начала записывать материал для альбома в январе 2013 года. Затем группа начала транслировать фрагменты альбома в мае 2013 года в своём новом приложении для радио. Там Эрин Элахай был утверждён в качестве официального участника группы и замены умершего The Rev. М. Шэдоус сказал, что альбом будет звучать больше под влиянием блюз-рока и больше походить на классический рок/метал, такой как у Black Sabbath и Led Zeppelin.
Было подтверждено, что группа выступит на фестивале 2013 года, Rock in Rio, 22 сентября 2013 года. 24 мая 2013 года группа объявила даты своего европейского тура с Five Finger Death Punch и Device в качестве групп поддержки.
Альбом под названием Hail to the King, был выпущен 23 августа 2013 года. Это первый альбом Avenged Sevenfold без какого-либо музыкального вклада покойного барабанщика, The Rev. Главный сингл и заглавный трек альбома были выпущены 15 июля 2013 года. Hail to the King занял 1-е место в американском чарте Billboard 200, чарте альбомов Великобритании, а также в чартах Финляндии, Бразилии, Канады и Ирландии и получил коммерческое признание и признание критиков. Группа выступила хедлайнером двухдневного музыкального фестиваля Monster Energy, Welcome to Rockville, в Джексонвилле, Флорида, с 26 по 27 апреля 2014 года, к ней присоединились более 25 рок-групп, таких как Motörhead, Роб Зомби, Chevelle, Korn, Staind, Alter Bridge, The Cult, Five Finger Death Punch, Volbeat, Black Label Society и Seether. 13 июня группа была хедлайнером пятничного вечера на фестивале Download 2014 года. Группа также была хедлайнером фестиваля Mayhem 2014 года с Korn, Asking Alexandria и Trivium.

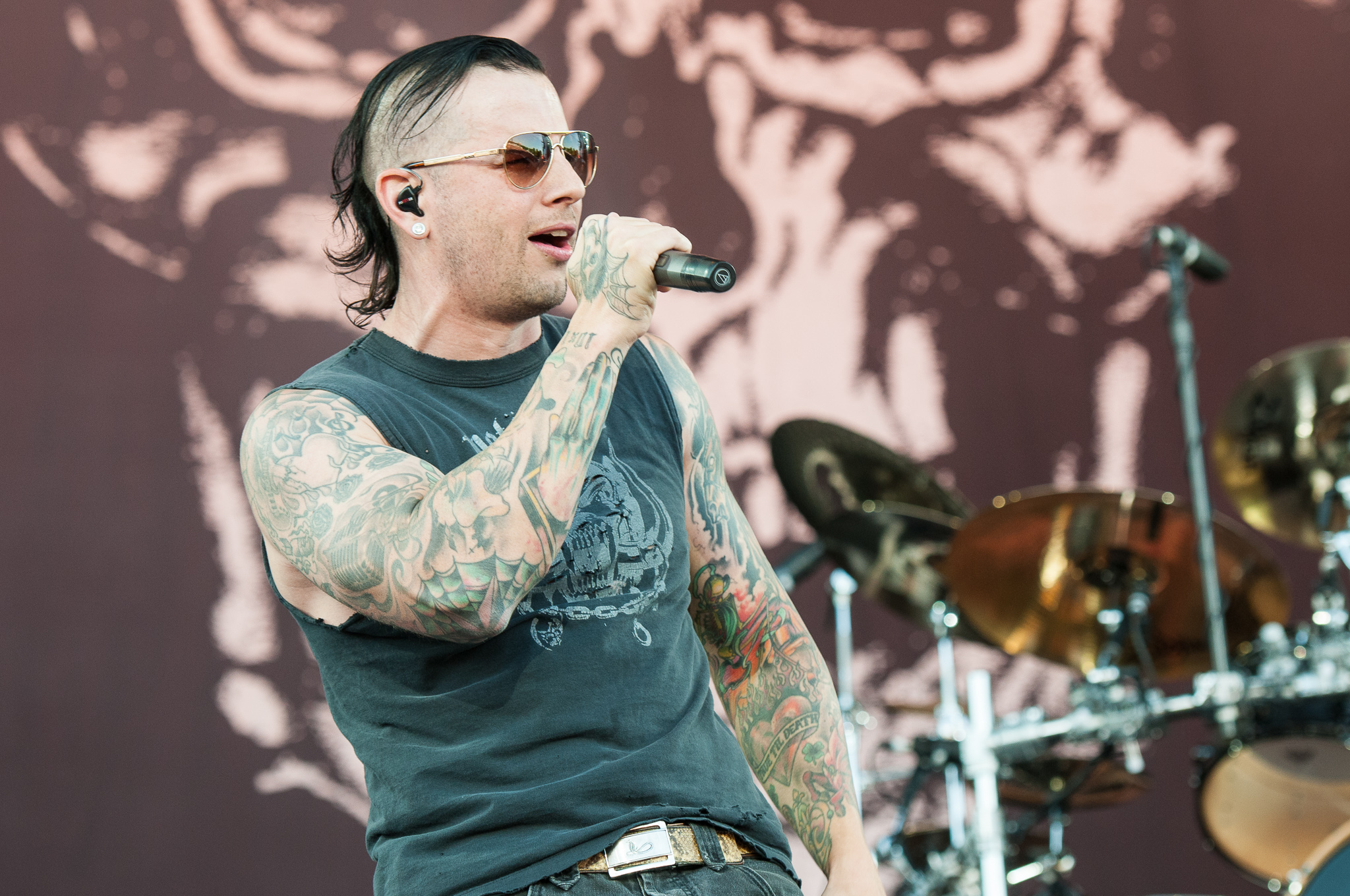
М. Шэдоус на Rock im Park 2014 года

В марте 2014 года вокалист М. Шэдоус рассказал в интервью Loudwire, что у группы есть планы выпустить что-нибудь к запоздалому 10-летию Waking the Fallen. Waking the Fallen: Resurrected был выпущен 25 августа 2014 года. Помимо альбомных песен в него вошла другая версия песни Waking the Fallen, демо и концертные версии некоторых песен. Переиздание заняло 10-е место в американском хит-параде Billboard 200.

### Смена барабанщика иThe Stage(2015—2017)
В октябре 2014 года М. Шэдоус подтвердил, что группа начнёт писать свой седьмой альбом в середине 2015 года.
В июле 2015 года группа объявила на своём веб-сайте, что они расстаются с барабанщиком Эрином Элахаем из-за «творческих разногласий». В октябре 2015 года группа объявила на своем веб-сайте, что они работали с новым барабанщиком больше года, убедившись, что он хорошо подходит, прежде чем вносить внезапные изменения. 21 октября в интервью журналу Kerrang!, гитарист Заки Вэндженс сообщил, что группа работала над новым альбомом последние пару месяцев и что пара песен уже полностью написана. 4 ноября 2015 года группа объявила, что Брукс Вакерман заменит Эрина Элахая на посту барабанщика Avenged Sevenfold. В интервью журналу Kerrang! 3 декабря, гитарист Заки Вэндженс сказал, что новый альбом прошёл во всевозможных агрессивных и мелодичных направлениях и охарактеризовал его как очень «агрессивный».
14 января 2016 года Billboard сообщил, что на Avenged Sevenfold подал в суд Warner Bros. за попытку покинуть лейбл. Позже группа опубликовала заявление, в котором разъяснялось, что они хотят уйти, потому что большинство руководителей, которые помогли подписать контракт с Warner Bros., больше не работают на лейбле. Они также сообщили, что группа собирается очень скоро отправиться в студию для записи своего нового альбома, намереваясь выпустить его позже в 2016 году. 31 марта группа разместила тизер своего предстоящего альбома на своём веб-сайте.
18 августа 2016 года группа дала бесплатный концерт для 1500 человек в Миннесоте, отметив это первым живым выступлением с новым барабанщиком Бруксом Вакерманом. Группа была объявлена в поддержку Metallica с Volbeat на U.S. Bank Stadium 20 августа 2016 года, что сделало это первым в истории рок-шоу на стадионе. Группа была объявлена хедлайнером Monster Energy Rock Allegiance 2016 года, наряду с Alice in Chains, Slayer, The Offspring, Breaking Benjamin и другими. Avenged Sevenfold также выступили на фестивале Louder Than Life в качестве хедлайнеров 1 октября с Slipknot, Slayer, Disturbed, Korn и другими артистами. 21 июня группа объявила о осеннем турне по США с Volbeat, Killswitch Engage и Avatar. Группа также объявила о турне по Великобритании в январе 2017 года с Disturbed и In Flames. Avenged Sevenfold был объявлен хедлайнером Knotfest в Мексике в 2016 году. Группа также объявила о европейском туре на февраль и март 2017 года вместе с Disturbed и Chevelle.
3 октября 2016 года логотип группы, «Deathbat», начал появляться в качестве проекции в Лондоне. После этого «Deathbat» также начал появляться в Берлине, Торонто и Париже, что указывает на выпуск нового альбома. 12 октября Крис Джерико опубликовал в Instagram фотографию логотипа, «Deathbat», с датой 12/9/16 под ним. Затем он раскрыл предполагаемое название альбома, Voltaic Oceans. Позже выяснилось, что новый альбом на самом деле будет называться The Stage, это концептуальный альбом об искусственном интеллекте, который был выпущен 28 октября 2016 года на лейбле Capitol Records. Альбом был выпущен с в целом благоприятными отзывами, и группа решила сделать для него уникальную сценическую постановку, наняв для её создания директоров Cirque du Soleil.

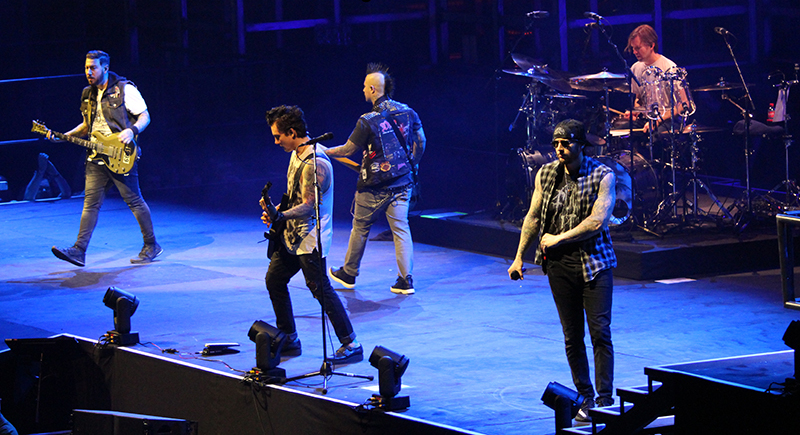
Выступление Avenged Sevenfold в Дублине, Ирландия, 2017 год

Avenged Sevenfold были объявлены в качестве основного исполнителя поддержки в летнем туре Metallica, WorldWired, 2017 года в США и Канаде вместе с Volbeat и Gojira. Группа также анонсировала серию летних концертов в США в 2017 году в рамках мирового тура в поддержку The Stage с Volbeat, Motionless in White и A Day to Remember в качестве специальных гостей на разные даты.
22 декабря 2017 года группа выпустила подарочное издание The Stage, в которое вошли один новый оригинальный трек, шесть кавер-версий и четыре концертных трека из их европейского турне, состоявшегося ранее в том же году.
В декабре 2017 года в интервью Billboard М. Шэдоус рассказал, что группа планирует «большое турне по США летом 2018 года» и что группа начнет работу над продолжением The Stage в конце 2018 года. Позднее было объявлено о завершении тура End of the World Tour с Prophets of Rage летом 2018 года. Группа также была объявлена в качестве одного из хедлайнеров фестиваля Rock on the Range и Download 2018 года, в дополнение к выступлениям на Hellfest, Graspop Metal Meeting, Rock am Ring и Rock im Park в том же году. Из-за того, что в горле М. Шэдоуса образовался кровавый нарыв, группа отменила оставшиеся концерты своего летнего тура с Prophets of Rage.
Avenged Sevenfold были номинированы на 60-й церемонии премии «Грэмми» в категории «лучшая рок-песня» за «The Stage».
В сентябре 2018 года группа выпустила сингл под названием «Mad Hatter», который был создан специально для видеоигры Call of Duty: Black Ops 4. Позже она вошла в мини-альбом, Black Reign, выпущенный позже в том же месяце, в который вошли все четыре песни Avenged Sevenfold, созданные для франшизы Call of Duty.

### Life Is But a Dream...(2018—настоящее время)
Басист Джонни Крайст в интервью от мая 2018 года подтвердил, что в настоящее время группа черпает идеи и пишет материал в своих собственных студиях, чтобы начать работу над следующим альбомом в сентябре или октябре 2018 года.
В сентябре 2018 года Синистер Гейтс рассказал в интервью Loudwire, что группа приступила к работе над своим восьмым студийным альбомом, сказав, что «Пока рано, но мы работаем над кучей вещей». В марте 2019 года Заки Вэндженс заявил, что группа возьмет перерыв в туре до конца года, чтобы сосредоточиться на предстоящем альбоме, заявив, что группа действительно сосредоточена на новом материале. В январе 2020 года Avenged Sevenfold выпустили «Set Me Free», неизданная песня, записанная во время сессий Hail to the King. Они также объявили, что песня будет включена в ремастированное переиздание Live in the LBC & Diamonds in the Rough, выпущенное 6 марта. Также был выпущен ограниченный тираж прозрачного винила Diamonds in the Rough.
14 марта 2023 года, после нескольких дней показа тизерных роликов, группа выпустила первый сингл, «Nobody», вместе с музыкальным клипом. В то же время они официально объявили, что их восьмой студийный альбом, Life Is But a Dream..., должен выйти 2 июня 2023 года, а также представили обложку альбома и список треков. 12 мая 2023 года группа выпустила второй сингл, «We Love You», вместе с музыкальным клипом.

## Музыкальный стиль и влияние
Участники Avenged Sevenfold цитируют In Flames, Metallica, Iron Maiden, Megadeth, Slayer, Mr. Bungle, Элтон Джон, Леонард Коэн, At the Gates, Helloween, Dream Theater, Pennywise, NOFX, Pantera, Def Leppard, Guns N' Roses, The Beatles, Anthrax, Testament, Black Sabbath, Led Zeppelin, и The Rolling Stones как главные влияния.
Музыкальный стиль Avenged Sevenfold последовательно развивался на протяжении всей карьеры группы. В результате группа была отнесена к нескольким жанрам тяжёлой и экстремальной музыки, в первую очередь хэви-метал, альтернативный метал, хард-рок, и прогрессивный метал (особенно в их альбоме The Stage). Первоначальный стиль группы на их первых двух альбомах был в первую очередь отнесён к категории металкор. Дебютный альбом группы, Sounding the Seventh Trumpet, хотя и состоящий почти полностью из хардкора или металкора, имеет несколько отклонений от этого жанра, в первую очередь, в песне «Warmness on the Soul», которая представляет собой фортепианную балладу. На Waking the Fallen группа снова продемонстрировала стиль металкор, но добавила более чистое пение и немного больше склонялась к металу и немного меньше к хардкору. На DVD группы All Excess продюсер Эндрю Мердок объяснил этот переход: «Когда я встретил группу после Sounding the Seventh Trumpet и прежде чем записать новый альбом, мне пришлось изрядно поработать с группой, особенно с Мэттом, который, передав мне первый диск, сказал: „На этой записи я скримлю, во втором альбоме я хочу полускримить-полупеть. Мне не хочется больше только скримить. Нужно развиваться, поэтому, в третьем альбоме я хочу красиво и чисто петь“».
На третьем альбоме Avenged Sevenfold, City of Evil, группа решила полностью отказаться от жанра металкор, создав звучание, соответствующее хард-року, хэви-металу и прогрессивному металу. Одноимённый альбом экспериментирует с ещё более широким спектром музыкальных жанров, чем у City of Evil, особенно в «Dear God», которая демонстрирует стиль кантри, и «A Little Piece of Heaven», которая демонстрирует стиль, находящийся под влиянием мелодий из бродвейских шоу, используя в основном духовые инструменты и струнный оркестр, чтобы взять на себя большую часть роли соло и ритм-гитары. Nightmare содержит дальнейшие отклонения, включая фортепианную балладу под названием «Fiction», трек, ориентированный на прогрессив-метал «Save Me» и хэви-метал с экстремальным вокалом и более тяжелыми инструментами в «God Hates Us». Шестой студийный альбом группы Hail to the King демонстрирует больше звучания классического метала и подхода, ориентированного на рифф. На своём седьмом альбоме, The Stage, группа продолжает исследовать прогрессивный метал, смешивая его с элементами трэш-метала. Их восьмой альбом, Life Is But a Dream... показывает, что группа приобретает больше авангардного метал-звучания.
Avenged Sevenfold подверглись критике за то, что «в них недостаточно метала». В ответ на это вокалист М. Шэдоус сказал: «Мы играем музыку ради удовольствия, а не для того, чтобы нас называли метал-группой. Это все равно, что сказать нам, что мы недостаточно панки. Кого это волнует?» Avenged Sevenfold — один из самых известных коллективов новой волны американского хэви-метала.

## Состав группы

### Текущий состав
- М. Шэдоус (англ. M. Shadows) — вокал, клавишные (1999 — н.в.)
- Заки Вэндженс (англ. Zacky Vengeance) — ритм-гитара, бэк-вокал (1999 — н.в.), соло-гитара (1999—2001)
- Синистер Гейтс (англ. Synyster Gates) — соло-гитара, клавишные, бэк-вокал (2001 — н.в.)
- Джонни Крайст (англ. Johnny Christ) — бас-гитара, бэк-вокал (2003 — н.в.)
- Брукс Вакерман (англ. Brooks Wackerman) — ударные (2015 — н.в.)

### Бывшие участники
- Мэтт Уэндт (англ. Matt Wendt) — бас-гитара (1999—2000)
- Джастин Сэйн (англ. Justin Sane) — бас-гитара, клавишные (2000—2002)
- Дэмиен Эш (англ. Dameon Ash) — бас-гитара (2002—2003)
- The Rev (англ. James «The Rev» Sullivan) — ударные, клавишные, вокал (1999—2009, умер 28 декабря 2009)
- Эрин Элахай (англ. Arin Ilejay) — ударные (2011—2015)

### Сессионные музыканты
- Майк Портной — ударные (2010)

## Дискография

### Студийные альбомы
- Sounding the Seventh Trumpet (2001)
- Waking the Fallen (2003)
- City of Evil (2005)
- Avenged Sevenfold (2007)
- Nightmare (2010)
- Hail to the King (2013)
- The Stage (2016)
- Life Is but a Dream… (2023)

### Мини-альбомы
- Warmness on the Soul[англ.] (2001)
- Welcome to the Family (2010)
- Black Reign (2018)

### Сборники
- Diamonds in the Rough (2008/2020)

### DVD
- All Excess (2007)
- Live in the LBC & Diamonds in the Rough (2008)